# Dombasle-en-Argonne
Dombasle-en-Argonne és un municipi francès situat al departament del Mosa i a la regió del Gran Est. L'any 2007 tenia 404 habitants.

## Demografia

### Població
El 2007 la població de fet de Dombasle-en-Argonne era de 404 persones. Hi havia 144 famílies, de les quals 32 eren unipersonals (4 homes vivint sols i 28 dones vivint soles), 24 parelles sense fills, 64 parelles amb fills i 24 famílies monoparentals amb fills.
La població ha evolucionat segons el següent gràfic:
Habitants censats

### Habitatges
El 2007 hi havia 169 habitatges, 155 eren l'habitatge principal de la família, 3 eren segones residències i 11 estaven desocupats. 163 eren cases i 4 eren apartaments. Dels 155 habitatges principals, 135 estaven ocupats pels seus propietaris, 17 estaven llogats i ocupats pels llogaters i 3 estaven cedits a títol gratuït; 2 tenien dues cambres, 16 en tenien tres, 36 en tenien quatre i 101 en tenien cinc o més. 111 habitatges disposaven pel capbaix d'una plaça de pàrquing. A 61 habitatges hi havia un automòbil i a 78 n'hi havia dos o més.

### Piràmide de població
La piràmide de població per edats i sexe el 2009 era:
| Homes | Edats   | Dones |
| ----- | ------- | ----- |
| 0     | 95 o +  | 0     |
| 0     | 90 a 94 | 0     |
| 0     | 85 a 89 | 4     |
| 0     | 80 a 84 | 4     |
| 16    | 75 a 79 | 16    |
| 4     | 70 a 74 | 12    |
| 12    | 65 a 69 | 8     |
| 12    | 60 a 64 | 20    |
| 12    | 55 a 59 | 4     |
| 24    | 50 a 54 | 16    |
| 16    | 45 a 49 | 20    |
| 16    | 40 a 44 | 20    |
| 8     | 35 a 39 | 0     |
| 12    | 30 a 34 | 24    |
| 24    | 25 a 29 | 12    |
| 12    | 20 a 24 | 8     |
| 20    | 15 a 19 | 16    |
| 12    | 10 a 14 | 0     |
| 12    | 5 a 9   | 4     |
| 12    | 0 a 4   | 0     |

## Economia
El 2007 la població en edat de treballar era de 252 persones, 181 eren actives i 71 eren inactives. De les 181 persones actives 171 estaven ocupades (100 homes i 71 dones) i 10 estaven aturades (3 homes i 7 dones). De les 71 persones inactives 17 estaven jubilades, 25 estaven estudiant i 29 estaven classificades com a «altres inactius».

### Ingressos
El 2009 a Dombasle-en-Argonne hi havia 163 unitats fiscals que integraven 446 persones, la mediana anual d'ingressos fiscals per persona era de 17.048,5 €.

### Activitats econòmiques
Dels 22 establiments que hi havia el 2007, 1 era d'una empresa alimentària, 2 d'empreses de fabricació d'altres productes industrials, 5 d'empreses de construcció, 3 d'empreses de comerç i reparació d'automòbils, 1 d'una empresa de transport, 1 d'una empresa d'informació i comunicació, 1 d'una empresa financera, 1 d'una empresa de serveis, 5 d'entitats de l'administració pública i 2 d'empreses classificades com a «altres activitats de serveis».
Dels 8 establiments de servei als particulars que hi havia el 2009, 1 era una oficina de correu, 2 tallers de reparació d'automòbils i de material agrícola, 1 paleta, 1 guixaire pintor, 2 lampisteries i 1 electricista.
L'únic establiment comercial que hi havia el 2009 era una fleca.
L'any 2000 a Dombasle-en-Argonne hi havia 7 explotacions agrícoles.

## Equipaments sanitaris i escolars
L'únic equipament sanitari que hi havia el 2009 era una farmàcia.
El 2009 hi havia una escola elemental integrada dins d'un grup escolar amb les comunes properes formant una escola dispersa.

## Poblacions més properes
El següent diagrama mostra les poblacions més properes.